# Reinhold Koser

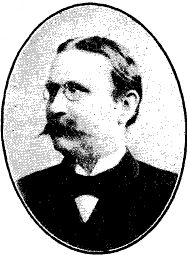
Reinhold Koser

Reinhold Koser, född 7 februari 1852 i Schmarsow nära Prenzlau, död 25 augusti 1914 i Berlin, var en tysk historiker.
Koser blev 1874 filosofie doktor i Halle an der Saale, samma år assistent och 1882 geheime statsarkivarie vid statsarkivet i Berlin, 1884 e.o. professor i preussisk historia vid Berlins universitet, vilket han som docent sedan 1880 hade tillhört, 1890 ordinarie professor i Bonn och 1896, efter Heinrich von Sybel, generaldirektör och chef för det preussiska arkivväsendet, 1906 också ordförande i generaldirektionen för "Monumenta Germaniæ historica". Han utnämndes 1898 till preussiska statens historiograf och fick 1907 titeln "wirklicher geheimer Oberregierungsrat". 
Koser var obestridligen den mest begåvade av Johann Gustav Droysens lärjungar och fortsatte med framgång dennes stora historiska livsgärning och nedlade resultatet av sina omfattande arkivstudier om Fredrik den stores historia dels i många smärre avhandlingar och uppsatser (till större delen i "Historische Zeitschrift", i "Hohenzollern-Jahrbuch" och i den av honom grundlagda tidskriften "Forschungen zur brandenburgischen und preußischen Geschichte", vars redaktör han var 1888-92), dels i några större arbeten, Friedrich der große als Kronprinz (1886, andra upplagan 1901) och König Friedrich der große (två band, 1890-1903; flera upplagor; belönat 1904 med Verdunpriset). 
Ej mindre värdefulla är de urkundspublikationer, som Koser utgav dels med stöd av preussiska arkivförvaltningen, dels på uppdrag av Berlins vetenskapsakademi, vars ledamot han blev 1896, nämligen "Preußische Staatsschriften aus der Regierungszeit Friedrichs II" (band I och II, 1874 och 1885), "Politische Korrespondenz Friedrichs des großen" (band 1-10, 1879-83, omfattande åren 1740-56), "Memoiren und Tagebücher von Heinrich de Catt" (1884), "Briefwechsel Friedrichs des großen mit Grumbkow und Maupertuis" (1898), "Briefwechsel Friedrichs des großen mit Voltaire" (tillsammans med Hans Droysen, tre band, 1909 ff). Han skrev vidare bland annat en populär, i 275 000 exemplar spridd skrift Aus dem Leben Friedrichs des großen (1912) och Geschichte der brandenburgisch-preußischen Politik (I, 1913; omfattar tiden till 1648). En samling av hans uppsatser och föredrag, Zur preußischen und deutschen Geschichte, utgavs postumt 1921.
Koser studerade 1880 studier i svenska arkiv och lämnade några bidrag av speciellt intresse för svenska historiker, Der Kanzleienstreit. Ein Beitrag zur Quellenkunde der Geschichte des dreißig-jährigen Krieges (1874), Die Katastrophe der Schweden in Schleswig-Holstein im Jahre 1713 (i "Zeitschrift für preußische Geschichte und Landeskunde", 1875; med ett tillägg 1876) och Prinz August Wilhelm von Preußen und Louise Ulrike von Schweden (ibid., 1881). Enligt svenskt mönster utgav han vidare "Mitteilungen der königliche preußische Archivverwaltung" (1900 ff.). År 1898 valdes han till ledamot av Vitterhets- historie- och antikvitetsakademien och 1908 till president för den i Berlin hållna internationella historiska kongressen.